# Cantone di Sevi-Sorru-Cinarca
Il Cantone di Sevi-Sorru-Cinarca è una divisione amministrativa del dipartimento della Corsica del Sud, compreso nell'Arrondissement di Ajaccio.
È stato creato a seguito della riforma approvata con decreto del 24 febbraio 2014, che ha avuto attuazione dopo le elezioni dipartimentali del 2015, e comprende 33 comuni:
- Ambiegna
- Arbori
- Arro
- Azzana
- Balogna
- Calcatoggio
- Cannelle
- Cargese
- Casaglione
- Coggia
- Cristinacce
- Evisa
- Guagno
- Letia
- Lopigna
- Marignana
- Murzo
- Orto
- Osani
- Ota
- Partinello
- Pastricciola
- Piana
- Poggiolo
- Renno
- Rezza
- Rosazia
- Salice
- Sant'Andrea d'Orcino
- Sari d'Orcino
- Serriera
- Soccia
- Vico